# معبد جوبيتر (بعلبك)

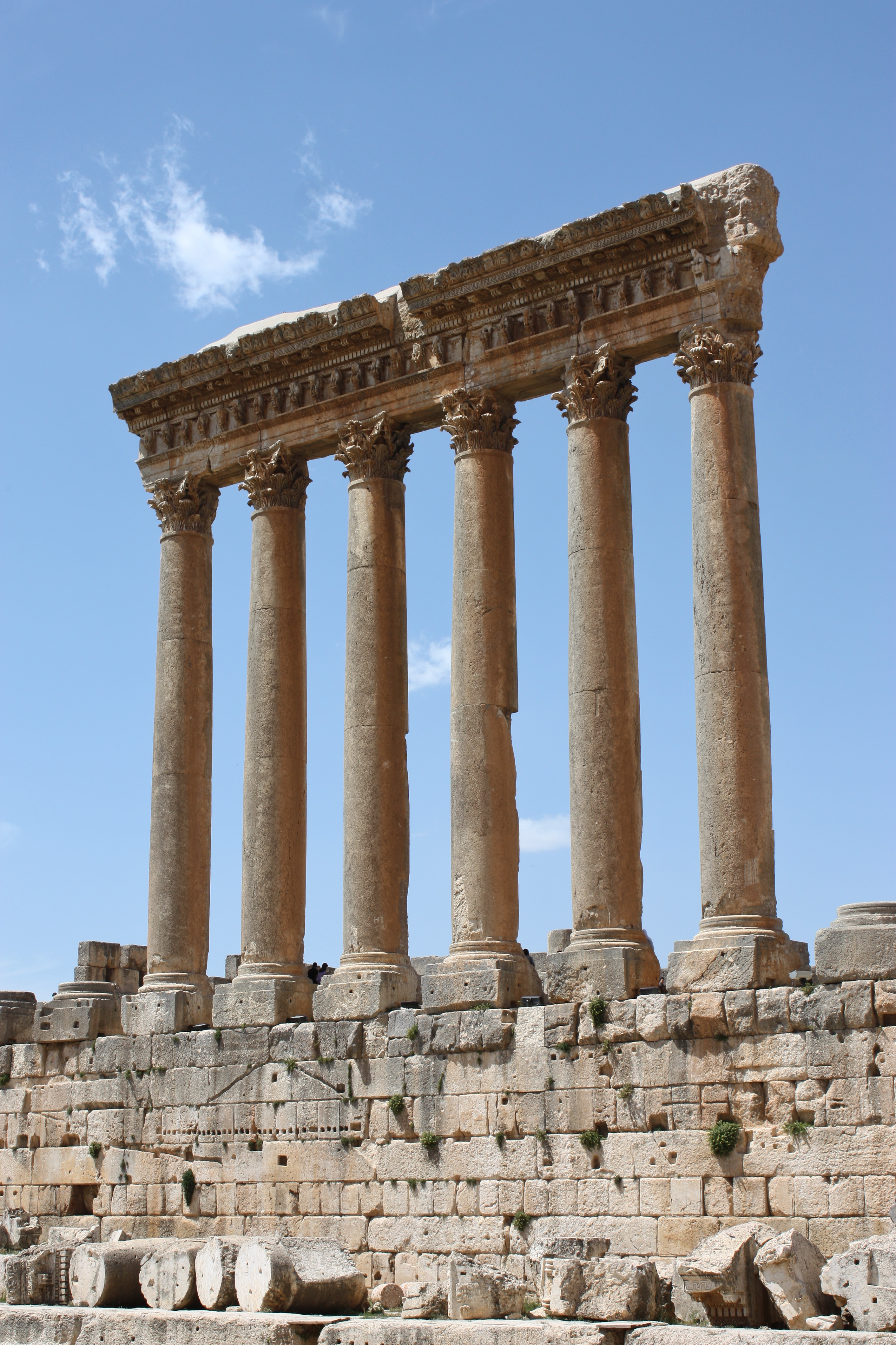

معبد جوبيتر، هو أكبر المعابد الدينية في بعلبك، لبنان.

## التاريخ
في أوائل القرن الثاني عشر قبل الميلاد دمرت القوات البحرية للآخايا من قبل اليونانيين الدوريان فازداد تفوق البحرية الفينيقية عبر البحر الأبيض المتوسط، وتزامن هذا الحدث مع فترة ترويض الجِمال مما سمح بعبور القوافل بين بلاد ما بين النهرين وساحل البحر المتوسط عند الفينيقيين عبر الصحراء مما جعل من المدن الفينيقية صاحبة الموانئ الأكثر قرباً للبضائع في الشرق، واضطر المسافرون السابقون واللاحقون أو الغزاة الذين لا يعتمدون على الجمال إلى اجتياز الجزء الشمالي من الهلال الخصيب. وكانت الجبال في النطاق اللبناني آخر عقبة تعترض التجار الذين اتخذوا هذا الطريق المختصر عبر سهول بلاد ما بين النهرين في طريقهم إلى البحر وللوصول إلى المدن الساحلية الفينيقية الغنية والتي تستقبل بضائع الشرق وتشحنها عبر البحر المتوسط. وكان للقوافل أن يختاروا واحداً من عدة طرق ومن عدة ممرات، وكان الطريق الأقصر والأفضل ذلك الذي يمر عبر سلسلة جبال لبنان الرئيسية مباشرةً نحو المدينة المنشودة سواء كانت صيدا، جبيل أو صور. وكان التنقل عبر الساحل غير عملي لأسباب سياسية: فقد كانت سلسلة دول المدينة منافسة لبعضها البعض وكذلك كان هناك أسباب طوبوغرافية: أي كان يجب إزالة الأنهار المتعاقبة التي يجب الخوض فيها والنتوءات الوعرة، لذلك كان من الأسهل اتباع المنحدرات الشرقية من المنطقة الساحلية عبر وادٍ واسع وخصب وهو ما يُعرف بالبقاع. ودخلت القوافل شريان المواصلات هذا ومن هنا اختاروا نقاط العبور نحو المدينة الساحلية وهكذا تطورت محطات القوافل في الوادي وخصوصاً في الأماكن التي يتواجد فيها الماء على مدار السنة. وهذه المواقع المفضلة أصبحت مراكز زراعية ومن بينها بعلبك. كانت جبال لبنان الشامخة وقممها المغلفة بالغيوم مغطاة بالثلوج لأشهر عديدة من السنة، وجوانبها مكسوة بغابات كثيفة من شجر الأرز الفخم، ومنابع ممراتها الضيقة للسيول المتلألئة وهذه ليست فقط عقبة يمكن التغلب عليها ولكن تجربة مشهدية صاعدت من التكهنات الروحية. ألم تكن الإطار المناسب لمسكن الآلهة التي تمثل الظواهر الطبيعية كالأمطار والعواصف والخصوبة والنمو.
وبما أن بعلبك تقع إلى جانب النقطة الأعلى من البقاع وتسيطر على مجمع المياه بين نهر العاصي في الشمال والليطاني في الجنوب، فقد جمعت جوانب مدينة سهلية وعالية نسبياً وبالتالي قدر لها أن تصبح مركزاً للعبادة الدينية.
كانت الصور البدائية للعبادة تتطور دائماً حول ميزة طبيعية كالينابيع الوفيرة والتكوينات الصخرية المحددة أو كما يبدو حلة بعلبك كشق طبيعي.
توفر لنا الحفريات في رأس الشمرا التي قام بها كلود شيفر بمعرفة مقبولة عن دين القبائل السامية عند عرب سوريا وفلسطين ومن ضمنهم الكنعانيون (سكان المناطق الساحلية التي أطلق الإغريق عليها اسم فينيقيا). ويمكننا تمييز ثالوث الآلهة: بعل، أليان، وأنات وهي صلة بين أب وابن وابنة.
إتخذ الآشوريون بعل كإله وهو يعادل الإله المصري أوزوريس والإله الفينيقي رشيف والإله الآرامي حدّاد وكان إله المطر والعواصف والرعد، ومع مرور الزمن عُرف بإله الشمس وكانت رموزه صاعقة تنتهي برمح، أذني ذرة وثور مع رأس مشع.
نحن نعرف القليل عن أشكال العبادة الفعلية فهناك مؤشرات أنه في العصور القديمة كانت تمارس التضحية البشرية وطقوس التفاني عند النساء في المعابد. كقاعدة عامة كانت مصادر الأشياء الجيدة تعبّد بصلوات وتضحيات يرأسها الكهنة بينما قوة المصائب كانت تكافح بمراسم خلاص حيث يستدعي المزيد من أشكال نشطة من رقصات جماعية وشعائر تتحول بسهولة إلى احتفالات عربدة، وبالتأكيد كانت التضحية بالحيوان والمحصول ممارسات طبيعية وتنطوي على الاغتسال في البرك المقدسة والحرق على المذابح، مع انتشار الدخان في الهواء أو الذبح في أماكن حيث تدخل الدماء في الشقوق وتتحد مع الأرض. وعلى نحوٍ مميز كانت هذه النشاطات تقام في الهواء الطلق ولا تتطلب أبنية مفصلة بل ساحات منعزلة.
في الواقع نسمع القليل عن إنشاءات الهياكل الفعلية وإن الوصف المكتوب أو الآثار الموجودة للهياكل الدينية شحيحة للغاية وإن مخطط هيكل سليمان في القدس (963-923 ق.م) هو الأكثر شهرة في التقاليد السامية وللأسف لم يبقى منه شيء إلا وصف تفصيلي مربك احياناً، وكما قرأنا في الكتاب المقدس في كتاب الملوك الأول الفصول 5-7 تزود الفينيقيون بالتصميم والخبرة والأخشاب لبناء المعبد.أولاً، أنشأت منطقة مقدسة مغلقة وكان المعبد نفسه المصمم كمنزل عبارة عن مبنى مستطيل بحجم متواضع من 10 إلى 30 متر وصُمم المدخل لاستقبال أشعة الشمس المشرقة، وتألف المبنى من ثلاثة أقسام: الرواق، القاعة المقدسة، وقدس الأقداس. هذا التقسيم الثلاثي لديه نظير في المعابد المصرية وقد استخدم الفينيقيون هذا التصميم بأنفسهم تحت تأثير مصري قوي، وأحاط بالرواق صفين من الأعمدة من البرونز منفصلين عن بعضهما البعض، وهذه ميزة تذكرنا بالعامودين الذين رآهما هيرودوت في معبد ملكارت في صور. وكانت إعادة إعمار هيرود للهيكل بحجمه الهائل يبين بوضوح الميزات السامية لمنطقة مقدسة حيث كبر حجمها من 300 متر إلى 800 متر، وقد قسمت المساحة إلى مناطق استخدمت لتصنيف المتعبدين خطوة بخطوة بحسب الجذور الدينية، الفناء الخارجي كان للعامة ثم جاء الفصل بين اليهود وغير اليهود ومن ثم بين الرجال والنساء وأخيراً بين العلمانيين والكهنة وذلك وصولاً إلى قدس الأقداس الذي يدخله الكاهن الأعظم مرة في السنة وهو يوم الغفران، وكل ذلك يشير إلى قوة الكهنوتية والتأكيد على السرية والغموض.
لمواجهة الطقس الحار الغالب فكر الناس بإنشاء ساحات مغلقة فبنيت الجدران في المساحات مع أماكن منعزلة ومظللة ونقلت الزخرفة كصفوف الأعمدة إلى الداخل فالمظهر الخارجي كان في المرتبة الثانية، وكانت المساحات المغطاة تبدأ برواق يتقدم القاعة المخصصة ومن خلفها يوجد غرف سرية على نحوٍ متزايد، وهذا التصميم هو تصميم انطوائي يشدد على السلامة الفردية مع توفير الأماكن التي تستوعب التجمعات الكثيفة من دون فقدان ميزة الخصوصية. وكان المفهوم السامي لمكان العبادة قائم على تقليد معماري انبثق عن بيئة مادية وكان مختلف عن عالم الإغريق الروماني.
يقوم المبدأ الغربي للتخطيط والبناء على منازل فردية منفصلة والذي تطور في النطاق الشمالي الأخضر والرطب وكانت مواد البناء من الخشب، والسطوح كانت منحدرة، وكان المنزل بحد ذاته مفتوح على محيطه وشدد على مظهره الخارجي، فكان شيئاً داعياً للتأمل أكثر منه تجربة من الداخل، وأضيفت شرفة صغيرة وذلك بمد مساحة الجملون (هو الجزء الأعلى من مثلث الزاوية)، وتحمل العارضة الرئيسية وتدعم بعامودين فتظهر بذلك تأثير الأعمدة أمام الجدار، وتطور المعبد الإغريقي يعكس بأمانة هذا التراث المعماري.
والعقل الغربي يختلف في السلوك الديني بشكل ملحوظ عن العقل الشرقي، والإغريق على وجه الخصوص كان لديهم علاقة طبيعية ومباشرة مع آلهتهم (الإنسان العظيم) ولكن يخضع أيضاً للضعف البشري، وكان المعبد مسكناً ضخماً للإله ووعاء لصورته الفنية ولكن لم يُحاط بالغموض، وصُممت أبواب المعبد خصيصاً لتسمح بدخول أشعة الشمس في الصباح الباكر والتي تزيد من جمالية التمثال ولا تدخل الباحة الداخلية للمعبد، ووضعت مذابح التضحية أمام المعبد من أجل السماح للجموع الغفيرة بالمشاركة، فخلال النهار لا تكون الباحة الداخلية للمعبد خارج الحدود، والكهنة الحاكمين لا يكونوا فئة مميزة بل كالموظفين العموميين. معمارياً، لم يكن المعبد الإغريقي غامضاً أو معبراً عن سيادة تفرض الرهبة من تلك الآلهة البعيدة بل كان رمزاً للفخر العام والإنجاز وهدية مكشوفة عمداً للإله الذي يتم اختياره من قِبل المجتمع، أي رمزاً للتحالف وليس رمزاً للخضوع. وكانت هناك رعاية كبيرة في وضع المعبد المفتوح أمام الجميع ولم يكن ممنوعاً عن أحد ولم يتم توفير أي جهد لزخرفة الشكل الخارجي، وقد حمل الإغريق هذا المفهوم إلى حدٍ بعيد ليجعلوا من معابدهم آثار مزينة على علاقة مكانية معقدة مع محيطها وعدم اجتياز الكمال المتعارف عليه. ومن ناحية أخرى فقد أهملت الوظيفة فيمكن الدخول إلى المعبد من جميع الجهات مفتقراً بذلك وضوح التعبير من المقدمة والخلفية، فالمساحة الداخلية كانت تعمها الفوضى بالأعمدة التي ليس لها دلالة فنية أي بمفهوم مفتوح كلياً إلى الخارج، وقد ورث الرومان من مخطط المعبد الغربي أساس البناء بالخشب. وعلى أية حال ومنذ البداية شددوا على الناحية الأمامية من المعبد فوضعوه على منصة بحيث يمكن الدخول إليه من الأمام من خلال درج وأضافوا له في المقدمة شرفة واسعة ذات أعمدة.
خلق هذا النهج علاقة قوية محورية أرضت الذوق الروماني في النظام، فهم كانوا يفكرون دائماً بشروط إقامة المدن والمجتمعات الكاملة وفضلوا دمج المعبد مع حياة المدينة وربطوه بالميدان العام إن كان ذلك ممكناً بدلاً من وضعه خارج المدينة على تله مشرفة، وذلك يعني خلق لأكروبول كما في «الحس الإغريقي»، وهذا ما أعرب بشكل جيد عن تفكير الرومان الديني أي ليس تطبيقه كشيء منفصل بل كمجموعة متنوعة بالوظائف العامة ووضع المعبد في منطقة مفتوحة من المدينة ومحاط بفناء مخصص له يتضمن المعبد على بعد بضعة خطوات ودخوله ممكناً للجميع واستخدامه بحرية. وكانت زيارة المعبد يومية كزيارتنا للكنيسة اليوم وبالتالي سعى الرومان لتحسين الفناء الداخلي. وعند إضافة دعامات السقف لم تعد الحاجة إلى الأعمدة الداخلية موجودة وفتحت المجال إلى توفير مساحة واسعة دون عوائق. في الواقع المعابد الرومانية الأكثر شهرة كالبانثيون في روما هو عبارة فقط عن فناء داخلي يتميز بروعته ولكن كمفهوم هو شكل اسطواني تعلوه قبة في وسطها نافذة، وهذا ينحرف بشكل جذري عن التقاليد، فقد كان استثناء عن القاعدة لأن الرومان تقيدوا بالتقاليد أكثر في فن العمارة الدينية، وعلى الرغم من كونهم سادة في مجال بناء الأقواس والأقبية إلا أنهم نادراً ما تخلوا عن صيغة الأسكفية - العتبة في تصميم المعبد والتي ورثوها عن الأتروسكان واليونانيين، وكذلك نقلوا بأمانة النظام الإغريقي واكتفوا من إثراء الزخارف ومزج المواد الغريبة.
وفي مسح التقاليد الدينية المختلفة التي ربما أثرت على إنشاء المعابد في بعلبك فعلينا أن لا نغفل أشكال العبادة في بلاد ما بين النهرين، فلفترات طويلة حكم البابليون والآشوريون البقاع وبدون شك أحضروا معهم أفكارهم الدينية وتجلى ذلك بال «زقورة» للعبادة وهي برج عالٍ مع منحدرات أو سلالم تؤدي إلى قمة الحرم، وكان معبد بابل المشهور زقوري وكان تمثيل لتل سماوي متوج بمعبد حيث من المفترض أن الإله كان يسكن فيه عندما يهبط إلى الأرض لخدمة الإنسانية، ونميز فيه تعبير الناس الذين جاؤوا في الأصل إلى السهول الخصبة من المناطق الجبلية وكانوا يتوقون إلى القمم المفقودة والتي كانت لهم بمثابة الصلة بين الأرض والسماء. لم يكن لدى الزقورة قبة وبذلك تختلف كل الاختلاف عن الأهرام المصرية.
وهناك تقليد مماثل للعبادة من الأماكن العالية ظهر بين الأنباط في جنوب الأردن وكان هذا الشعب على علاقة مباشرة مع المصريين بحيث تبنوا أشكالهم المعمارية المختلفة كصب الخانق المصري. في لبنان وتحديداً في البقاع الذي كان على طريق مصر من خلال أراضي النبطية اعتُمد فيه بناء المعابد التي تكون مذابحها موجودة في أماكن مرتفعة كالبواعث المصرية وهي مماثلة للآثار النِبطية في البتراء.
هذه التأثيرات المتنوعة من مفاهيم معمارية ودينية تساعدنا على فهم السمات المميزة لمعبد جوبيتر والهيليوبوليتان في بعلبك. هذا الصرح المغلق تماماً والمرتفع عن مستوى المدينة قد يدعى أكروبول بعلبك، وفي مسعى لرصد التطور ستعود أولاً إلى الحالة الأصلية للموقع.
ما قبل العصر الروماني
يكتب البروفيسور كايلان وهو المهندس المكلّف بالترميم من قبل وزارة الآثار اللبنانية في مذكرته عن تراث بعلبك والبقاع: «هناك فلع طبيعي عمقه 50 متراً في الساحة المستطيلة إلى جنوب معبد جوبيتر، وفي أسفل هذا الفلع يوجد صخرة لمذبح مقتطع من صخرة صغيرة. وعلى الأرجح أن هذا الفلع كان مركز العبادة الأول، واقتصر البناء ما قبل العصر الروماني في الساحة المستطيلة ويحتوي على بقايا من أواخر الألف الثاني قبل الميلاد وكان الموقع عبارة عن تلة (تلة اصطناعية وعادة في موقع المدينة) كبرت تدريجياً ككل التلال في البقاع». وحيث أن مكان التبجيل في قعر الفلع من الصعب الوصول إليه ومهما يكن فقد خُصص للكهنة الكبار فقط، وكان هناك شعور بالحاجة إلى مذبح أكبر ليوضع خارج الفلع على التل، وكان المصلين يجتمعون حول المذبح ويقدمون الأضاحي. ومع مرور الزمن أنشئ فناء مع جدار يغلق المنطقة بأكملها من الخارج، وعلى الطرف الشرقي من الفناء بنيت بوابة مع درجات قليلة بين برجين لتوفير مدخل مثيراً للعجب.
وعند الفتح الهلنستي كان لبعلبك على ما يبدو الشهرة الكافية لجذب انتباه الحكام، وبعد وفاة الإسكندر الأكبر عام 323 ق.م أصبحت المنطقة جزء من إمبراطورية بطليموس المصرية ومركزها الإسكندرية ويبدو أن البطالمة طابقوا بين بعل بعلبك وإله الشمس وغيروا اسم المدينة إلى هيليوبولس، وهذا ما جعلهم كمركز ديني موحد في الطرف الشرقي من الإمبراطورية وسوّي ثالوث بعل - آليان آنات بزيوس - هيرميس أفروديت. وحوالي العام 200 ق.م حصل السلوقيين بقيادة أنطيوخس الكبير على المنطقة من البطالمة، ولربما حاول السلوقيين إضافة معبد إلى الساحة حيث يوجد المذبح الذي سيصبح وفقاً لتقاليدهم المعمارية نصب مزين مرتفع بدوره وراء مذبح التضحية فوق كل شيء ليراه الجميع، وحيث أن المعبد كان بالفعل فوق قمة التل كان يجب إنشاء منصة صناعية ولم نعرف كم بُني من هذه المنصة عندما احتل بومبيوس فينيقيا وبعلبك عام 64 ق.م.
العصر الروماني
المتسابقون التقليديون لسيادة الساحل الفينيقي كانوا أسياد الأراضي الشرقية من بابليين وآشوريين وفرس حيث كان ساحل المتوسط الحد الطبيعي.وفي المقابل جاء الإغريق والرومان من الغرب وكانت مشكلتهم تتجلى بالحفاظ على الشريط الساحلي الثمين ضد المناطق الشاسعة والنائية التي لم يتمنوا أن تُحكم بالوسائل العسكرية فقط، ولذلك قاموا بإنشاء منطقة آمنة من الحلفاء المخلصين، وكان الرومان مهرة في نقل الأراضي المكتسبة حديثاً. لم يفرضوا إرادتهم حيث ليس من الضروري حماية مصالحهم واجتنبوا كل ما من شأنه أن ينفّر بغير ضرورة الشعوب الخاضعة الجديدة، وكانوا متسامحين جداً بالأمور المتعلقة بالإيمان والدين وطبقوا تفكيرهم السياسي المستقل لهذا التساؤل، وأقروا بأن الآلهة تعبير عن الناس الذين يعبدونها. وهكذا أدرك الرومان إمكانية ترسيخ حكمهم هن طريق المطابقة بحذر بين الآلهة المحلية على أمل توحيد الشعوب المحايدة عن طريق توحيد عناصر العبادة.
وفي حالة بعلبك كانت هي الخطوة الأولى في هذا الإتجاه عن طريق توحيد الآلهة المحلية مع مثيلاتها مثل جوبيتر مع بعل - حداد كالإله الأعلى، فينوس مع أنات أو أتاغتيس، وديونيسوس أو باخوس مع آليان، ومع ذلك فالرومان استخفوا بقوة ديانات الشرق الأوسط ومجدداً أقتبس من البروفيسور كايلان: "عندما احتلت الإمبراطورية الرومانية الشرق الأوسط قُهرت الطموحات الدينية الشرق أوسطية سكان البحر المتوسط في العالم الروماني وكانت أول آلهة غزت روما اتارغتيس. معابد نيحا في البقاع كُرّست لها وبعدها نجد أدونيس وثالوث بعلبك أنشئ في روما. ومن خلال هذه الآلهة وآلهة أخرى من الشرق تطورت وقدمت فكرة الحياة ما بعد الموت مع الوعد بالسعادة الأبدية للأتقياء والعقاب للأشرار في ديانة سكان البحر المتوسط. مهدت الأديان الشرقية الطريق لمفهوم المعاناة، المحبة والإله الجامع، فالآلهة الشرقية كانوا "جبارين وأبديين وبارزين وحافظين للكون بأجمعه"، وقد فصلوا عن الإنسان بفاصل كبير وبعيد عن أي إله في اليونان وروما ونحن نلحظ انعكاساً في تطور فن العمارة وليس من المفاجئ أن تصميم أكروبول بعلبك وهو نتاج مختلط مع مفاهيم شرقية في التخطيط لبناء المباني بأشكال تقليدية إغريقية ورومانية.
على أي حال كل ما استطاع الرومان تحمله في ذلك الوقت هو الحجم الهائل في التصميم. في هذا الصدد ربما استسلموا لإغراءات ظروف معينة بقدر رهبتهم بالتألق على جميع المعابد السابقة سواء أكملوا الرومان المخطط الذي بدأه السلوقيين أو أنهم كانوا البادئين بإنشاء منصة المعبد القائم والأجزاء الكبرى من أوجهة جداره انتهت بعناية بسور أملس، وهذا إثبات على أن جذر الأساس الحالي لمعبد جوبيتر كان ليكون المنصة النهائية. ولو أن هذه المنصة استقبلت معبداً على الطريقة اليونانية مع درج من حوله لكان عرضه محدوداً من 35 إلى 40 متر، ولكن الرومان استخدموا المنصة لبناء أكبر معبد ممكن عليها ووضع الأعمدة البريستالية الخارجية الوافرة بمواجهة الجدار، فكان عرض المعبد 48 متر وطوله حوالي 90 متر. من هنا كان القرار الأساسي وكل شيء آخر كان مسألة تناسب، وهناك دليل قوي على أن جميع أجزاء المخطط والمساحة بين الأعمدة وارتفاع المعبد والمسافة من الفناء في الأمام تحددت وفقاً لقواعد هندسية صارمة وبذلك تحقق التوازن للباحة الكبرى مع المعبد المقرر من خلال توسيع جذري للتل من الشمال والجنوب. وفي ذلك الوقت وفي عصر أغسطس استندت شهرة بعلبك على النبوءة التي كان مسكنها الباحة، ووفقاً لماروبيوس من القرن الخامس ب.م. النبوءة أعربت عن نفسها من خلال تحركات في تمثال الإله المحمول على نقالة من قبل أشخاص مسؤولين من المقاطعة، وكانوا حليقوا الرأس وممتنعين عن ممارسة الملذات لوقت طويل. ووفقاً للبروفيسور كايلان فإن تخطيط معبد جوبيتر وباحته تم بشكل موحد، فخلال عصر أغسطس أصبح من المعتاد أيضاً في روما بوضع المعبد داخل الباحة على الرغم من وضعه في أبعد نهاية للباحة. في بعلبك كان من الممكن أن تصل مساحة المنطقة إلى 300 * 130 متر مقارنة مع مخططات الباحات الكبرى في القدس ودمشق أو تدمر.
كان المعبد على وشك الانتهاء في العام 60 ب.م في عهد نيرون كما تبين من نقش على رأس رمح العامود، بيد أنه تم التخلي عن استمرارية بناء الباحة حول المعبد على الرغم من أن الأساسات قد وضعت بطول معين على طول الجانب الشمالي من المعبد. ولربما كان تعليق البناء كنتيجة لجهد مكثف ضروري للحصول على نتيجة معمارية مشكوك بها . في الحقيقة كان استمرار بناء الباحة قد يؤدي إلى إضعاف إنارة المعبد بشكل قوي وخاصة عندما ينظر إليه من السهل. عوضاً عن ذلك تقرر توسيع المعبد بمد هائل للمنصة التي لا تتألف من أكثر من ثلاثة من الحجارة طبقات وفقاً للتقليد الفينيقي.
من الصعب القول أن الرومان كان لديهم ذوق في الضخامة بحيث قبلوا بلطف هذا التقليد أو أن البناة المحليين أصروا على تنفيذه. والحقيقة تبقى أن هذا القرار ... إلى قطع، نقل ورفع أكبر وأثقل حجارة في كل العصور. لم يكن الجدار بطول 13 متر مؤلفاً من ثلاث نطاقات من الصخور فقط بل أنه ولمصلحة الهيئة الخارجية صُنعت الكتل الوسطية من طول أربع مرات أكثر من الارتفاع، وأضيف إلى هذا عمق يساوي الارتفاع فنصل إلى حجم 400 متر مكعب لكل كتلة ويقابله وزن من 1000 طن. تقنياً تم إثبات أن بناة بعلبك استطاعوا فعلها حيث أن ثلاثة كتل من الطبقة الوسطى كانت في مكانها ولكن نسبة إلى الوقت لم ينجحوا فالمنصة لم تكتمل. ومع ذلك كانت هذه الكتل ملهمة للرعب لجميع الناظرين فيما بعد، فعُرفت بعلبك لفترة طويلة كموقع «الأحجار الثلاثة» واعتقدوا لعصور كاملة أن هذه الكتل الحجرية وضعها عمالقة جبارون.
دعونا نعود إلى الباحة الكبرى ويبدو انه تم التوصل للقرارات النهائية بشأن تصميم الباحة عند زيارة الإمبراطور تراجان للمعبد في العام 100 ب.م بعد استشارة النبوءة قبل حملته البارثية. نفذ تراجان برنامج رائع في روما وعيّن أبولودوروس من دمشق كمهندس رئيسي وهذا ما أسفر عن تعزيز التأثير الشرقي على فن العمارة . وتعكس صيغة تراجان هذا الأمر من خلال تعاقب الباحات وقبل كل شيء قدمت البازيليكا كمساحة ثابتة ومستعرضة وهو عنصر شرقي بامتياز وربما كان أبولودوروس مع تراجان في بعلبك.
زار هادريان بعلبك حوالي العام 130 ب.م وهو كان بنفسه مهندس موهوب وكانت العمارة بالنسبة له شغف حقيقي ومن المؤكد أنه أعاد النظر بالخطط الموضوعة وشجعها وفي ذلك الوقت اكتملت الباحة جزئياً وكان المعبد يستخدم على الرغم من الزخارف التي كان نحتها جارياً. ويبدو أن الداخل أنجز أولاً، ويمكننا استنتاج أن كل هذا بالمقارنة مع معبد باخوس المحفوظ وكان يمكن وضع التمثال المشهور لجوبيتر- بعل كما وصفه ماكروبيوس في نهاية الجزء الخلفي من المعبد في الأديتون المقام (أقدس الأقداس).
مع إضافة معبد جوبيتر إلى مذبح التضحية الذي كان نواة الحرم أصبح ملحق للمعبد الروماني ووضع نصب جديد مهيمن للحفاظ على التقليد المحلي للأماكن المرتفعة كمركز للتضحية في الوسط نسبة إلى المخطط ككل، ولديه شكل برج مكعب بارتفاع 17 بوصة وقد صُمم داخل البرج خصيصاً لتسهيل صعود ونزول الكثير من الناس من خلال تنظيم متقن للدرج بسلّمين مستقلين تماماً ومن الواضح أن هناك واحد للصعود وآخر للنزول، أما سقف السلالم والممرات فهي غنية بالنقوش لإبهار الزوار والدرجات كانت مستخدمة بكثافة بدليل أن حالة الخطوات على الدرج عميقة وبالية. نحن لا نعلم متى تم بناء البرج ولكن بالحكم على طراز زخارف السقف فيبدو أن البناء تم مباشرة بعد معبد جوبيتر.
إن وضع هذا الهيكل على المحور الرئيسي القريب من المعبد لم يكن مألوفاً في فن العمارة الرومانية وهذا دليل آخر على التنظيم الشرقي للحرم بأكمله، ولم يرمم بناء البرج بالحالة السابقة لمذبح التضحية الرئيس المستقل عن المعبد فقط بل إن قمته تعرض منظراً مذهلاً للحرم كله ومن ضمنه مشهد تمثال الإله الذي ليس أمامه عائق في الجزء الخلفي من المعبد، وفي الواقع إن مراقبة الصورة المتألقة من خلال الباب المفتوح الواسع عندما تخترق أشعة الشمس المشرقة ظلمة الباحة الداخلية للمعبد كانت دورة الحج المرغوب لدى الجميع. يبدو أن التأثير الفينيقي على التخطيط قابله مشاركة قوية في تحويل العمل وفي الواقع لم يدعي أي إمبراطور بالفضل بتشييد أو حتى بالمساهمة بإنشاء معبد جوبيتر. ويمكننا استنتاج أن السكان المحليين اعتبروا أن جوبيتر الهيليوبوليتاني كإلههم الأعلى الخاص الذي حمل كل سمات بعل - حداد. وكانت المنطقة أيضاً الأغنى في الإمبراطورية الرومانية وبسبب اختياره الحريص لخلفه أنطونيوس بيوس (138-161 ب.م) دخلت الإمبراطورية بفترة من السلام والرخاء ولا بد أن المقاطعات تمتعت بطفرة هائلة وتجارة مزدهرة، لا بد أنه كان عصر سوريا الذهبي، وفي الوقت عينه كان واضحاً ازدياد التأثير الشرقي في الإمبراطورية خصوصاً في الحقل الروحي. كما أشير في مناقشة معبد باخوس أنه اكتسب عبادة ديونيسوس وباخوس أهمية كبرى لدرجة أن أنطونيوس بيوس قرر البدء بإعمار جديد كلي بحجم هائل بجانب لأكروبول، واستكمل العمل في النصف الثاني من القرن الثاني في باحة الأكروبول وبناء ما يسمى معبد باخوس.
بعد فترة قصيرة من الاضطرابات قام سبتيموس سيفيروس بإعادة تنظيم مقاطعة سوريا... أولبيان قسمت سوريا في العام 195 ب.م ومنحت بعلبك «جيس إيتاليكوم» ومع هذا المرسوم انتقلت بعلبك إلى الطبقة البارزة في المجتمعات الرومانية وكان نشاط البناء في الذروة وصُكت العديد من العملات خلال عهده تحمل صورة معبد جوبيتر الهيليوبوليتاني.
بينما كان العمل على الباحة الكبرى يتقدم تم وضع خطط للبروبيليا الكبيرة التي من شأنها أن تقدم للأكروبول مدخل مناسب ومن المثير للاهتمام أن نشير إلى أن التصميم هو نسخة مكبرة من البروبيليا إلى معابد ما قبل الرومان. خلال حكم كركلا (211-217 ب.م) وهو عضو رئيسي من سلالة الأباطرة الرومان، استكمل البناء مع التشديد على البروبيليا كما يتضح من النقوش الموجودة على قواعد أعمدة الرواق والتي تكشف لنا أن ضابطاً من فيلق أنطونيوس الأول طلى تيجان الأعمدة البرونزية بالذهب على نفقته لسلامة الإمبراطور كركلا ووالدته جوليا دومنا. هذا النقش لا يعني أن الباحة خلف البروبيليا قد انتهى العمل منها، في الواقع لم يكتمل المجمع بأكمله. البناء لم ينته بحيث أن فيليب العربي (244-249 ب.م) أجرى تغييراً في آخر لحظة للمخطط. كان فيليب من حوران ولا بد أنه كان غارقاً في التقليد الديني المحلي فبالنسبة له أن جانب المنطقة المقدسة الهائلة المنفتحة مباشرة على العالم الخارجي والمقتربة بسهولة إلى الحرم كانت مربكة. ألم يكن من المناسب الدخول التدريجي لصرح بهذه الأهمية، استحداث منطقة منفصلة ومستقلة وذات تفكير وتأمل بعد أن يمر المرء عبر بوابة ضخمة؟ كان بالكاد إيجاد حل مناسب بدلاً من إحداث ساحة سداسية وهي ميزة فريدة في التصميم الروماني وبلا ريب بنكهة شرقية. إلى جانب الدائرة أو المثمن (ذو ثمانية) فإن الشكل السداسي كان الأكثر توازناً وتركيزاً في المساحة، إنها تخفف من المرور الطائش وتلقائياً تجعل الزائر يقف متأملاً. وشهد منتصف القرن الثالث ذروة النشاط وذكرت العملات المعدنية لفالريانوس (253-260 ب.م) وجالينوس (253-268 ب.م)

### العصر البيزنطي
بنيت معابد بعلبك بتقنية بناء الحجر الخالص وعملياً باستبعاد الملاط. ونوقشت تفاصيل هذا النوع من البناء في وثائق باخوس ومن الواضح أن هذا العمل كان يستغرق وقتاً طويلاً، ومن أجل تسريع العمل ووضعه بحالة خام. وأنهي العمل على الأسطح المرئية في وقت لاحق على البناء نفسه، وبهذه الطريقة يمكن تجنب الضرر بالأجزاء المزخرفة جداً خلال النقل والوضع. تم تكليف مجموعة متخصصة من البناة لمهام مختلفة ويمكن للمرء تمييز المدارس المختلفة التي تعمل بأساليب مختلفة.
أولاً، تم الانتهاء من جميع أجزاء المعبد كالمداخل الأمامية والداخل وبالتالي عندما أعلن الإمبراطور قسطنطين عام 330 المسيحية الدين الرسمي للدولة الرومانية كان العمل لا يزال مستمراً لإنهاء الزخرفة على الرغم من أن المعابد تم استخدامها لعدة أجيال. سبّب قرار قسطنطين توقفاً مفاجئاً للعمل ولكن لم يوقف العبادة الوثنية. ويعتقد أنه تم بناء كنيسة في بعلبك خلال عهد قسطنطين ولكنها كانت خارج منطقة المعبد. ودمرت لاحقاً تحت حكم جوليان الذي عاد إلى الوثنية بسبب عدم وجود مصادر دقيقة مكتوبة وغير منحازة من الصعب إعطاء صورة واضحة عن السنوات التالية ولكن يبدو أن الطقوس الوثنية استمرت حتى عهد ثيودوسيوس (379-395). ووفقاً لمؤرخ فإن ثيودوسيوس «دمر الترثيون الشهير، معبد بالانيوس وحوله إلى كنيسة». وما فعله حقيقة هو هدم المذبح والبرج في الباحة الكبرى وبنى بازيليك فخمة مكانها بإعادة استخدام مواد البناء السابقة: هذا الإجراء بالهدم والبناء من جديد كان نموذجياً في الشرق والذي لم يكتف بتحويل المعابد إلى كنائس كما حدث في الكثير من الأحيان في الغرب. كرّس البازيليك للقديس بطرس وكان قياسه 63*36 متراً وتألف من صحن وممرين كلٌ مفصول بثلاث أقواس كبيرة. رفع المبنى بمترين فوق مستوى الباحة بطريقة تعني أن المحاريب الثلاثة في نهاية الجزء الغربي قطعت الجزء العلوي من الدرج إلى معبد جوبيتر والسلالم الواسعة أدت إلى المدخل في الشرق.
من الصعب القول كم تبقى من معبد جوبيتر في تلك المرحلة، بغياب البارود والديناميت فإن تدمير هيكل بهذه الضخامة تبدو مهمة صعبة. تألف الحطام الذي غطى الباحة الكبرى ورفع البازيليك فوق المستوى من مواد معبد جوبيتر إضافة إلى الأعمدة المحيطة بالباحة الكبرى. كانت الحجارة من الأجزاء العليا من المبنى موجودة في الأمام الدنيا مما يثبت التقدم المنهجي في التدمير. تدمر بشكل كامل عدد لا يحصى من التماثيل للآلهة والآلهات الكبيرة والصغيرة وتماثيل الأباطرة والجنرالات التي زينت الباحات. انتهت تصفية رموز الأزمنة الوثنية بشكل كامل لدرجة انه لم يوجد تمثال للتحدث عنه في بعلبك. لم يمض وقت طويل بعد بناء البازيليك، أوجب الضغط المتزايد من المسيحيين الأرثوذكس على قلب الخطة. وعلى الرغم من ان مدخل الباحة بقي في الشرق فإن مدخل الكنيسة تغير إلى الغرب من خلال إزالة المحاريب الأصلية وقطعها عند درج المعبد. بهذه الطريقة يمكن بناء محراب جديد في آخر الطرف الشرقي من الكنيسة كما قضى بذلك التقليد الجديد. وفي الوقت عينه أضيفت المعمودية.
ووفقاً للتقليد قام البناة المسيحيين المشغولين قبل كل شيء بإنشاء المساحات الداخلية وغطوا الساحة السداسية. وبالنظر إلى الامتداد الواضح من 37 ربما صنعت من الخشب وأنتجت شكل هرمي فتحول الأكروبول إلى صرح مسيحي ولكن هذا لا يعني أن جميع السكان اعتنقوا المسيحية. يبدو انه كان هناك تعايش مستمر بين المسيحية والوثنية، وشهد الكتاب المسيحيين لأكثر من ألف مرة على أن بعلبك كانت مركزاً للوثنية. كتب ثيوفاينز عن اضطهاد تحت حكم جستنيان أثر على الناس في هليوبولس. وقال جون الأفسسي أن العام 579 كانت الطبقة الحاكمة في هليوبولس وثنية.

### العصور الوسطى
مهما كان تقدم المسيحية فقد كانت مدتها قصيرة لأنه في العام 635 وصل إلى المدينة اللواء أبو عبيدة ابن الجراح، وبحلول ذلك الوقت كان الأكروبول يستخدم بحرية كمقلع للكتل الحجرية الجاهزة الصنع. ولحسن الحظ فإن معظم البناء كان ضخماً جداً بحيث صمد بوجه السلب والنهب. ويقال أن بعض الأعمدة القيمة المصنوعة من الغرانيت الأحمر الأسواني والتي كانت تحيط بالباحات نقلها جوستنيان لاستخدامها في بناء كنيسة آيا صوفيا. لقد كان مؤشراً جيداً بقاء بعد التقاليد التي كانت ما قبل الرومان بحيث أنه ومع إقامة حكم عربي والذي يعني العودة إلى المفاهيم السامية عاد اسم بعلبك الأصلي إلى الظهور في الحوليات وأحدث الغرب آخر تغيير جذري في الأكروبول إلى حين بدأ علماء آثار عصرنا بإعادة تأسيس الحالة الأصلية حيثما أمكن ذلك. فقدت بعلبك أهميتها الدينية مع انضمام العرب فقد نظروا إلى المدينة كنقطة إستراتيجية محضة وعلى الفور أدركوا الأهمية العسكرية للمكان. العرب الذين شكلوا طبقة أرستقراطية دينية عسكرية عززوا حكمهم بالمشاركة في بناء حصون لإيواء مواقعها العسكرية. وما هو المكان الأفضل الذي يستطيع أن يفرض نفسه مكان أكروبول بعلبك؟! فهو يقع في المكان الأعلى من الأراضي المحيطة به، إما على منصات مستحيل تسلقها أو مغلقة من الخارج بأسوار سميكة وملساء. وتطلب الأمر القليل القليل من الجهد بصنع حصن مهيب منها. ولم يكتف العرب باستخدام معبد جوبيتر وساحاته بل استخدموا معبد باخوس المحفوظ بشكل جيد وذلك بتوسيع سور كبير من الزاوية الجنوبية الغربية للساحة الكبرى عبر زاوية المعبد الجنوبية الشرقية وعززوا هذا الموقع المكشوف ببرج محصن. ثم أضيفت تحصينات جديدة إلى غرب معبد باخوس بإحداث ساحة كبيرة في جنوب معبد جوبيتر، وتضمن البناء مسجد، حمامات، وحدات للمعيشة وصهاريج. وزودت الأقبية الضخمة تحت الأكروبول بمنشآت تخزين مثالية وتم إنشاء مدخل جديد معقد بأحدث تقنيات الدفاع في المركز الجنوبي الغربي من المجمع، بينما تغيرت بروبيليا الأكروبول بشكل كامل فقد أزيل الدرج الذي كان يبلغ عرضه 50 متراً والمواد التي تستخدم لملئ الفراغات بين أعمدة الرواق. قطعت الزخارف الخارجية لتقديم الجدران وأخيراً حفروا حول الحصن خندقاً عميقاً ليملأ بالمياه. وعلى غرار البروبيليا أغلقت جميع الشرفات المعمدة المواجهة للمعبد الخارجي، وهو إجراء ساهم فعلاً في الحفاظ عليها. في المحيط شيدت غرف المدافع باستخدام أقبية مسنونة يعلوها قرميد طيني واستخدمت قمم هذه الأقبية كمنصات للمدافعين الذين عملوا خلف سلسلة من الأسوار. بطبيعة الحال تمت جميع هذه التغييرات من دون أدنى اعتبار للمباني القديمة. عندما تم تفكيك البناء القديم خلال العصور الوسطى فبالتأكيد أن العمال كانوا فرحين بالعثور على مشابك معدنية قوية، مسامير ورصاص في كل مفصل. وبالتالي أصبح تحت المفاصل هواية لاستعادة المعادن الثمينة. وبهذه الطريقة انخفضت بشكل غير متعمد الهياكل الممتازة المتصورة للبناء المتشابك إلى مجموعة ضخمة من أحجار الدومينو معرضة للانزلاق وفاقدة للإتزان في أقل هزة أرضية. لسوء الحظ إن بعلبك تعرضت لسلسلة من الزلازل العنيفة خصوصاً في القرن الثاني عشر والثامن عشر، وكانت النتيجة مدمرة لا سيما فيما يتعلق بمعبد جوبيتر. ففي بداية القرن الثامن عشر لم يبق إلا تسع أعمدة من الإثنين وستين عاموداً واقفة مع السطح المعمد في الأعلى. وفي العام 1759 دمرت هزة أخرى ثلاثة أعمدة أخرى. إنها مجرد مسألة حظ فإن الأعمدة الستة الضخمة الشهيرة التي نعرفها نجت بسلامة حتى استخدم علماء الآثار الفرنسيون الصلب والإسمنت لضمان استقرارها في المستقبل. وخلال قرون من الحكم العثماني الكبير بلا منازع فقدت بعلبك الكثير من أهميتها، فهجر الحصن وفي بعض الأنحاء انتقل القرويون للعيش فيها وبنوا منازلهم البسيطة بحماية الجدران القوية. تراكمت الرمال والأتربة تدريجياً وانخفضت الجدران والأعمدة وبدأت النباتات بالنمو. فقط مع بداية التنقيب العلمي في مطلع القرن من قبل فريق أثري ألماني (لمزيد من التفاصيل أنظر إلى الصفحات 12-16 من برنامج مهرجانات بعلبك 1969) تغير وجه الأكروبول مجدداً. فتحت البروبيليا وأعيد إعمار جزء من الدرج للسماح بالوصول إلى المنطقة المقدسة بشكلها الأصلي وأزيل آلاف الأطنان من الأنقاض من أجل الكشف عن الملامح الأساسية للمخطط الأصلي. وغالباً لم يكن من السهل تقرير إلى أي مدى ينبغي لأحد يمضي لإعادة تأسيس الحالات الأصلية، وهكذا لم تكن الحفارات الألمانية على علم بوجود برج كبير في وسط الباحة الكبرى لأنهم أوقفوا أعمال التنقيب عند اكتشاف المذبح في وسط البازيليك البيزنطي. وتحت رعاية بعثة الآثار الفرنسية تأكد من وجوده عالم الآثار السويسري كولارت والمهندس الفرنسي كوبل وبمساعدة المهندس المعماري أنوس والبروفيسور كايلان من قسم الآثار اللبناني. وفي عمل مضني صنفت 571 قطعة حجرية استخدمت في بناء البازيليك واستخدمت كأدلة من أجل إعادة تصميم المذبح. ومنذ ذلك الحين تواصلت أعمال التنقيب وإعادة الإعمار دون انقطاع، ومعرفة اليوم عن إعمار ما قبل الرومان تزداد ببطء عن الصورة.

### نقل ورفع الكتل
ربما كان معبد جوبيتر أول مبنى شيد في العصر الروماني فوفقاً للنقش الموجود على رأس الأسطوانة الأخيرة من العمود الذي ينتمي إلى أعمدة معبد جوبيتر فالتاريخ يعود إلى 60 ب.م. وأغلب الظن أن هذا النقش كتب قبل وضع تاج العمود وبينما كانت الأسطوانة في موقعها. هذا التاريخ معاصر مع نشر كتاب عن الميكانيك لهيرون الإسكندرية بين العام 60 و70 ب.م. ومن المثير للاهتمام أن نلحظ أن هذا الكتاب وهو الأطروحة الأكثر اكتمالاً من العصور القديمة عن نظرية التطبيق في الميكانيك، الكتاب الوحيد الذي نجا بترجمته إلى العربية. انتهت ترجمة الكتبا بين العام 862 و 866 ب.م من قبل مواطن من بعلبك يدعى كوستا بن لوكا. وكلفه بالترجمة عباس أحمد بن المعتصم وربما كان كوستا بن لوكا من سلالة عائلة قديمة ويظهر في الكتب فهم كامل لميكانيكية رفع الكتل الثقيلة وكثيراً ما استخدم المصطلحات الإغريقية للأدوات التقنية. وبالطبع شهد استخدام هذه الأدوات في فترة الإعمار العربي ونفذها البناؤون المحليون لبعلبك. ولنقل الأوزان الثقيلة يوصي هيرون باستخدام الرافعة «المخل» وهذا الاسم لا يزال يستخدم من قبل البنّائين اللبنانيين ويظهر شكلها الحرفي من الإغريقية استمرار التقاليد في حرفة فن العمارة. وتوصيات هيرون كان ترجمها كوستا بن لوكا وهي كالتالي: «لعل الرافعة كانت أولى التجارب في نقل الأوزان الثقيلة جداً للناس الذين يريدون نقل أوزان ثقيلة وجدوا أنه يجب رفعها أولاً عن الأرض، ونظراً لأن جميع أجزاء قاعدة الحمل تقع على الأرض كان هناك نقص في المقابض، والحل كان الحفر قليلاً تحتها وإدخال طرف عصا طويلة تحت الحمل ووضع حجر تحت العصا بقرب الحمل ثم الضغط على الطرف الآخر من العصا وبالتالي رفع الحمل». هذه كانت الوسيلة لنقل قواعد الأعمدة لمعبد جوبيتر ويوجد على الجهة الشرقية من كل قاعدة ثقبين مربعين ما يظهر أن الأعمدة نقلت من الجانب الشرقي، ونقلت القواعد التي يزن الواحد منها أكثر من 28 طن من خلال بكرات ووضعوا في مكانهم النهائي بدقة مثالية. الرفع بالبكرات والدفع حصل بمساعدة الثقوب الموجودة على الجهة الشرقية من القواعد. تم ربط أداة الرفع بالحجر عن طريق ثقوب لويس وصنع قطع شبه منحرفة في السطح العلوي للكتلة وهو حوالي 5 سم تحت السطح وعرضه من الجزء العلوي15 سم وفي الجزء السفلي 19 سم وعمقه 28 سم. عند وضع قطعتان بزاويتين مستقيمتين على كل جانب مع قطعة مستقيمة تملأ الفراغ بينهما ولا يمكن عندها سحب القطع الجانبية ووفقاً لهيرون فقد وضع قطعتان بجوانبها المنحنية على الجانبين وملأت في الوسط بقطع مستقيمة. ومن ثم ربطت القطع الجانبية بحلقات مما ثبت آلة الرفع. في بعلبك ومناطق أخرى في لبنان هناك حفرة لويس واحدة تزن نحو 5 أطنان من الحجارة وهذا الحمل الثقيل يفسر الانخفاض 5 سم والميل الطفيف للغاية لأضلاع المثلث عند 1/14. وبهذه الطريقة فإن انتشار الجهد القصي كان محدوداً إلى زاوية بظل 1/14، مما أدى عملياً إلى القص دون العزم المنحني. وأوصى هيرون بتوصية خاصة لجهة اختيار الحديد المستخدم في ثقوب لويس، «في هذه الطريقة علينا الحذر من استخدام الحديد الصلب خشية أن ينكسر وعلينا الحذر من استخدام الحديد اللين خشية أن ينحني ويلتوي بسبب وزن الحجر ولكن علينا استخدام الحديد ما بين الإثنين لا صلباً أو ليناً، ومن الضروري أيضاً الحذر من انحناء أو الطي في الحديد أو الصدع الذي أصابه عندما تم صنعه والعيب فيه هو أمر جدي ليس لأن الحجر قد يقع بل لأنه قد يقع على العمال». لذا كان هناك اهتمام خاص بحياة العمال وكان هناك معرفة عن الحديد المطاوع والأشكال المختلفة لصلب الحديد. على الحجارة الثقيلة تكون ثقوب لويس بمجموعات من 3 إلى 5 بالقرب من بعضها البعض. وهذه الحقيقة تظهر أن البكرات المربوطة لديها حبل متواصل ما جعل السحب في كل ثقب لويس موحد. ولكن هذا الربط المتعدد عقد سير الكتل في الهواء وربما اختيرت نقاط الربط لتكون الحجارة في المكان المطلوب عند رفعها.

### إستقرار البناء
يُظهر فحص بقايا المعبد معرفة متعمقة للبنائين عن نوعية الأحجار وكيفية مقاومة تآكل المعادن. كل الحديد المستخدم مغلف جيداً بالرصاص لتجنب الأكسدة وزيادة الحجم التي قد تنجم عن تشقق الحجارة. تجاهل هذا المبدأ كما في إعادة بناء الكاتدرائيات الأوروبية أدى إلى نتائج كارثية. يوجد وثاق حديدي على الكتلة الكورنيثية الواقعة بين معبد باخوس والأعمدة الستة ولربما وضع خلال القرن الأول لمنع تشقق الكورنيش على طول خط الطبقات وهو لا يزال سليماً على الرغم من تآكل السطح الخارجي الذي تآكل جراء تجريده من طبقة الرصاص الحامية والجوانب سالمة وتخدم الغرض الذي بنيت من أجله واتخذ التصميم نفسه للأوتاد النحاسية. ومن أجل منع تلف الحواف البارزة كأطراف جسم العامود صنعت هذه الأجزاء بدون حمل من خلال شق مجوف على الأسطح المستقبلة والمسندة، وهكذا تمت حماية البروز من القص والعزم المنحني أما خلال الوضع أو لاحقاً بسبب الحركة المتذبذبة أو الميل، ونقش على وجهي أسطوانات العامود فأسان بشكل عامودي وظهرت إطالة هذين الفأسين بشكل جيد على السطح الخارجي للأسطوانة مما يبين أنه كان لا بد من وضع الأعمدة باتجاه معين، وينطبق الأمر نفسه على ثقوب الأوتاد الثلاثة الموضوعة على دائرة نصف قطرها يساوي واحد ونصف من نصف قطر العامود وكلٌ بمعزل عن الآخر ب 1200. كل هذا بيّن أن حركة جهاز الرفع الذي سمح بوضع كتل الأعمدة بمكانها المناسب متراوحة من 125 إلى 120 طن من الوزن. في منشآت أخرى كمعبد باخوس يوجد قناة تمر داخل السطح العلوي للأسطوانة وثقب الوتد مركزي، واستخدمت القناة لسكب الرصاص في ثقب الوتد بعد ربط الأسطوانات. لا يوجد قنوات في معبد جوبيتر لذا فإن الأسطوانة كان لا بد من تحريكها إلى الموضع المقصود بدقة 3-5 مليمتر. وكان لا بد من ملئ ثقب الأوتاد برصاص كاف دون أن يبلغ السطح ودون أن يعيق عامودية العامود. وكانت الأعمدة الست الشهيرة عامودية بدقة عند قياسها عام 1932 على الرغم من كل الزلازل والدمار الذي لحق بها. لم يتفوق بناة بعلبك بالوضع المثالي للكتل الثقيلة فقط بل أظهروا تفهماً عميقاً لعلم السكون. شيدت موصرة معبد جوبيتر بشكل قوس ثلاثي الأطراف من أجل تصريف الحمولة بوسط العتبة. أدىبناء هذا القوس إلى دفع جانبي على أعمدة الزاوية، ولو أن عامود الزاوية تألف من ثلاثة أسطوانات كغيره من الأعمدة فإن حمولة غريبة قد تنشأ على الجانب الداخلي للمفاصل وضغط لا يمكن للأوتاد تحمّله، لذا تقرر إنشاء عامود الزاوية ككتلة واحدة، ولزيادة أمن الزاوية امتدت قطعة زاوية الإفريز إلى عامودين وبلغ وزنها 300 طن. وفي إجراء احترازي آخر تداخلت كتل الإفريز مع درجات بارزة من أجل إنتاج ما يكفي من قوة الاحتكاك لتخفيف دفع القوس. وتم استخدام نظام التخطيط نفسه لكتل الإفريز الوسطية بين كل عامودين. تقع الكتل مع اسقاطاتها من كل جهة على الكتل الإفريزية عامودياً فوق الأعمدة ولا تزن على العتبة الرابطة بين العامودين. في كل هذه الترتيبات أخذ بناة بعلبك بعين الاعتبار أن الشد ينتقل بحوالي 45 درجة عامودياً كما هو اليوم فحاولوا البقاء ضمن هذه الحدود. كل هذه التفاصيل تظهر معرفة عميقة بالمادة، وهذه المعرفة لم يتم احتوائها في البيانات المكتوبة ولكن الأدلة المادية تشهد عليها، وهذا هو السبب ان العين الفاحصة دائماً ترى البناة مبتسمين خلال الحجارة التي كانوا يتعاملون معها بدقة ومهارة. وهناك أدلة أن جميع المنحوتات والسطوح الخارجية جرت في نفس المكان. بعد أن وضعت طبقة من الحجارة في مكانها سوّي أعلاها لاستقبال طبقة جديدة. تسوية طبقات الساحة الكبرى كانت مثالية بحيث يمكن أن تستخدم أي أداة تسوية في عصرنا الحالي.
وهذا النوع من العلاقات يسمى نسبة ديناميكية ونسبة الأخطاء أقل من واحد بالمئة. وقبل إجراء دراسات هندسية على نماذج مصغرة وُجد جزء من هذا النموذج لدراسة مذبح البرج في الساحة السداسية وحجمها من واحد إلى ثلاثين ونفس الاكتشاف موجود في معبد نيحا بحجم واحد إلى أربعة وعشرين. يمكننا القول أن بعلبك هي تحفة لبنانية في الأداة والهندسة وانجاز متميز برفع وسحب الكتل الثقيلة وعمل فني في الأحجام والنحت. الصنعة التي شهدها معبد جوبيتر هي أفضل من البناءات اللاحقة وما تبقى هو تكريم لعلم وعبقرية بنّائي الماضي.

## الوصف
على الرغم من نسبته إلى «جوبيتر» فقد كان المعبد الكبير موقوفاً على عبادة الثالوث البعلبكي. وكان هذا المجمع الضخم يتألف من أربعة أقسام رئيسة هي: الرواق الأمامي، يليه البهو المسدس، فالبهو الكبير فالهيكل.
يتألف الرواق من بُنية أشبه ما تكون ببوابة محصنة، أقيم على طرفيها برجان يصل بينهما رواق، يرتكز على صف من اثني عشر عموداً من الغرانيت، وأمامها درج عظيم تحيط به بُنية نصف دائرية ذات مقاعد حجرية، كانت معدة لإقامة بعض الاحتفالات التمهيديّة. وكان هذا الرواق مزيناً بالتماثيل، وفي جداره الداخلي ثلاثة أبواب، بينها أدراج لولبية يُصعد منها إلى سقف الرواق والبهو المسدس الذي يليه.
تُفضي أبواب الرواق الأمامي الثلاثة إلى البهو المسدس، وهو فناء مكشوف للشمس تحيط به ستة أروقة، ترتكز على ثلاثين عموداً من الغرانيت. وفي نهاية القرن الرابع أو بداية القرن الخامس، سُقِف البهو بقبّة نحاسية مطلية بالذهب، بعد تحويله إلى كنيسة على اسم السيدة العذراء.
أما البهو الكبير فيبلغ طوله 134 متراً وعرضه 112 متراً ويحتوي على أهم البُنى الدينية وأقدسها، وقد حلّ في غضون القرن الثاني محل المشارف التي أقيمت في الموضع عينه في العهود السابقة. ولكونه يقوم على تل اصطناعي يمثل تراكم المستويات السكنية التي تعاقبت في الموقع، فقد عمد المهندسون إلى تدعيمه مخافة أن ينهار بعض أجزائه أو ينزلق بعضها الآخر تحت وطأة الأثقال التي كان من المفترض أن يحملها. وتمثلت عملية التدعيم هذه بإقامة أقبية ضخمة لحصر جوانبه الشرقية والشمالية والجنوبية، فيما كانت دكة الهيكل تحصره من الجهة الغربية. وإضافة إلى وظيفتها هذه، كان من شأن تلك الأقبية أن تُستعمل ممرات سفلية ومستودعات وإسطبلات، فيما استُعمل ظهرها لحمل الأروقة والإيوانات المحيطة بالبهو. ويبلغ عدد هذه الإيوانات اثنا عشر إيواناً، أربعة منها على شكل نصف دائرة وثمانية على هيئة مستطيل، وجميعها مزينة بمشكاوات كانت مأهولة بالتماثيل.

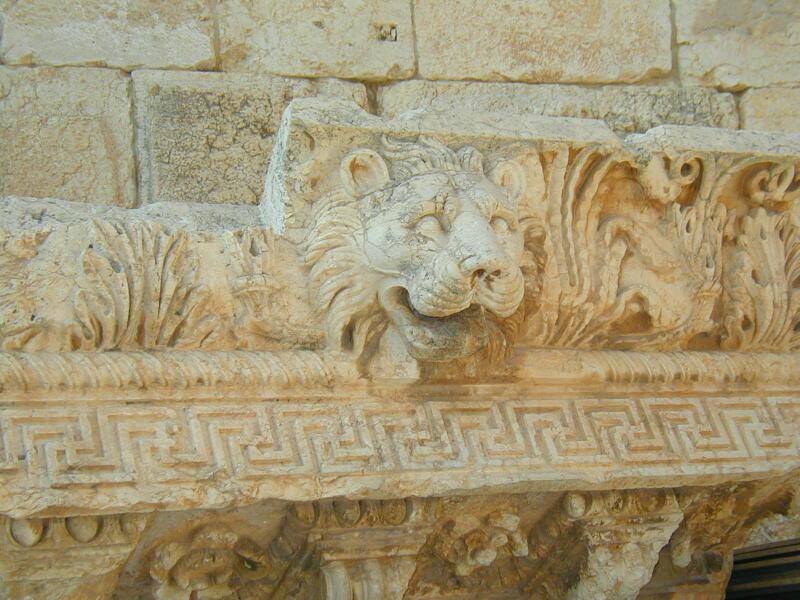
أسود حجرية

وترتفع في وسط البهو الكبير بُنيتان رئيسيتان، إحداهما المذبح، وهي الأقرب إلى الهيكل، والأخرى برج ضخم لم يبق منه إلا بعض مداميكه السفلى. وهذا البرج هو أقدم أبنية البهو عهداً، إذ إنه يعود إلى النصف الأول من القرن الأول الميلادي، أي إلى المدة التي كان يجري فيها بناء الهيكل الكبير. ويبدو أنه كان منصّة عملاقة يرتقيها الحجاج لأداء بعض الفرائض أو لمشاهدة ما يجري حولهم من شعائر. ويقوم على جانبي البرج عمودان منفردان، أحدهما من الغرانيت الأحمر والآخر من الغرانيت الرمادي. ويحيط بالبرج والمذبح الذي يليه حوضان خُصصا لمياه التبريك. وقد دُمرت هذه المعالم في نهاية القرن الرابع لتقوم مكانها كنيسة الإمبراطور تيودوسيوس.
يفضي الرواق المقدم، ومن ثم البهو المسدس والبهو الكبير، إلى أعتاب الهيكل الكبير، أي بعد اجتياز عدد من المراحل التي كانت تفرضها أصول العبادات القديمة. ويبلغ طول الهيكل 88 متراً وعرضه 48 متراً، وكان يقوم على دكة عظيمة يبلغ ارتفاعها 20 متراً فوق سطح المدينة المجاورة وثمانية أمتار فوق أرضية البهو، وقد بُنيت بحجارة ضخمة، من بينها ثلاثة أحجار في حائطها الغربي، وقد ذاعت شهرتها منذ القدم. ويبلغ طول الواحد من هذه الحجارة 20 متراً وعلوه 4 أمتار وسماكته 3 أمتار. ويُصعد إلى الهيكل بدرج عظيم ذي ثلاث مصاطب. وكان يحيط به رواق من أربعة وخمسين عموداً يعلوها إفريز مزخرف تزينه رؤوس الثيران والأسود.

## في مشاريع أخرى
- في كومنز معبد جوبيتر
- في كومنز المعابد ككل